# 阿曼达·比尔斯
阿曼达·比尔斯（英語：Amanda Bearse，1958年8月9日—）是一位美国演員，导演和喜劇演員。她曾经在情景喜剧《奉子成婚》中扮演角色，该剧在美国从1987年播放到1997年。她还曾经参与1985年恐怖電影《天师斗僵尸》的演出。

## 个人生活
比尔斯出生于佛罗里达州温特帕克，在亚特兰大长大。1993年她就公开了自己是女同性恋。